# غبار بین سیاره‌ای

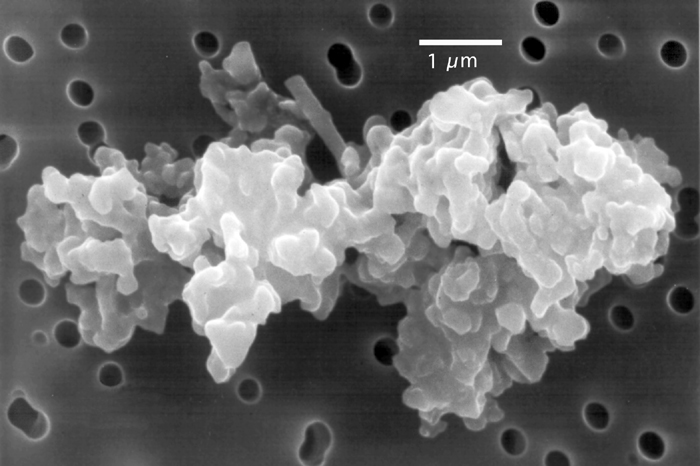
اسکن ذره‌ای از غبار بین سیاره‌ای که احتمالاً ترکیب ابتدایی کندریتی دارد و با گمانه‌زنی باز هم بیشتر: (کندریت متخلخل: CP) است. (نگاره با میکروسکوپ الکترونی. مقیاس یک میکرومتر (۱ μm); ^{۶-}۱۰ متر در نگاره نشان داده شده)

غبار بین سیاره‌ای یا ابر غبار بین‌سیاره‌ای یا ابر منطقةالبروجی شامل گرد و غبار کیهانی: (ذرات ریز شناور در فضای بیرون از منظومه شمسی) است که فضای بین سیاره‌ها در منظومهٔ شمسی و دیگر سیستم‌های سیاره‌ای را در بر می‌گیرد. در منظومهٔ شمسی ذرات غبار بین سیاره‌ای نقش مهمی در پراکندگی نور خورشید و انتشار تابش حرارتی دارند که این یکی از برجسته‌ترین ویژگی‌های نور شب در محدودهٔ طول موج ۵–۵۰ میکرومتر است. دانه‌هایی که مشخص کنندهٔ انتشار فروسرخ در مدار زمین هستند دارای اندازه‌ای در حدود ۱۰ تا ۱۰۰ میکرومتر دارند. علاوه بر این، امروزه احتمال داده می‌شود غبار بین سیاره‌ای توانایی انتقال مواد مورد نیاز برای به‌وجود آمدن حیات در سیارات یا توانایی انتقال میکروارگانیسم‌ها را داشته باشد.

## منشأ
منشأ به وجود آمدن ذرات غبار بین سیاره‌ای احتمالاً شامل موارد زیر است: برخورد سیارک‌ها، فعالیت دنباله‌دارها و برخورد اجرام در داخل منظومه شمسی، برخوردهای اجرام با یکدیگر در کمربند کویپر، و ذرات میان ستاره‌ای. بین دانشمندان بر سر منشأ دقیق گرد و غبار بین سیاره‌ای بحث‌های زیادی وجود دارد که این پدیده را حاصل برخوردهای سیارکی یا فعالیت‌های دنباله‌دارها می‌دانند.

## چرخه تولد یک ذره
فرایندهای اصلی فیزیکی مؤثر در به وجود آمدن این ذرات مانند مکانیزم‌های تخریب یا دفع، عبارتند از: خروج از طریق فشار تابشی، کشش داخلی اثر پوینتینگ-رابرتسن، فشار باد خورشیدی، تصعید، برخوردهای متقابل و اثرات دینامیکی سیارات.
همچنین از دیگر موارد به وجود آمدن این ذرات به دشارژ الکتریکی خورشید بر هسته فلزی خرده‌سیارک‌ها می‌توان اشاره کرد که طی این فرایند دشارژ نقطه‌ای حاصل از میدان مغناطیسی خورشید بر هسته فلزی خرده سیارک باعث ایجاد شکست و خردشدگی در سطح آن شده و ذرات ریزی از آن را در فضای بین سیاره‌ای پراکنده می‌کند.
ذراتی که به‌طور عمده توسط فشار تابشی تحت تأثیر قرار می‌گیرند، به عنوان «بتا متوروئید» یا شهابواره‌های بتا شناخته می‌شوند. آن‌ها به‌طور کلی کمتر از ۱۲−۱۰ × ۱٫۴ گرم هستند و از طرف خورشید به فضای بین ستاره‌ای منتقل می‌شوند.

## جمع‌آوری روی زمین
در سال ۱۹۵۱، فرد وایپل پیش‌بینی کرد که ریزشهاب‌هایی با قطری کوچکتر از ۱۰۰ میکرومتر ممکن است در اثر برخورد با اتمسفر بالای زمین بدون ذوب شدن دچار کاهش سرعت شوند. به این ترتیب دوران جدیدی در مطالعه آزمایشگاهی این ذرات با پروازهای دونالد برونلی و همکارانش در سال ۱۹۷۰ با استفاده از بالن و سپس هواپیما U-2 در لایه استراتوسفر با هدف جمع‌آوری غبار بین سیاره‌ای آغاز شد.
اگر چه برخی از ذرات یافت شده در این جمع‌آوری‌ها شبیه مواد شهاب سنگ‌ها بودند، اما طبیعت نانوذره‌ای و ترکیب آن‌ها بگونه‌ای بود که ذرات غیرقابل احتراق و مواد حاصل از انجماد دنباله‌دارها را نشان می‌داد. ماهیت بین سیاره‌ای این ذرات بعداً توسط گاز نجیب و رصد شراره خورشیدی تأیید شد.
برنامه جمع‌آوری اتمسفری این ذرات در مرکز فضایی جانسون در تگزاس توسعه یافت. جمع‌آوری ریزشهابسنگ‌ها از لایه استراتوسفر، همراه با ذرات پیش‌خورشیدی، باعث گردآوری منابع منحصر به فردی از مواد بین ستاره‌ای و بین سیاره‌ای گردید.